# Comocladia
Comocladia  es un género de plantas con 41 especies,  perteneciente a la familia de las anacardiáceas.

## Taxonomía
El género fue descrito por Patrick Browne y publicado en The Civil and Natural History of Jamaica in Three Parts 124. 1756. La especie tipo es: Comocladia pinnatifolia

## Especies
Incluyendo algunos sinónimos obsoletos.
| - Comocladia acuminata - Comocladia angulosa - Comocladia brasiliastrum - Comocladia cordata - Comocladia cuneata - Comocladia dentata - goao de Cuba, guao de Cuba, huao de Cuba, manzanillo de Caracas, uraye de Caracas. - Comocladia dodonaea - huao de Cuba - Comocladia domingensis - Comocladia ebrenbergii - Comocladia ekmaniana - Comocladia engleriana - Comocladia gilgiana - Comocladia glabra - Comocladia gracilis - Comocladia grandidentata - Comocladia guatemalensis - Comocladia hollickii - Comocladia ilicifolia - Comocladia integrifolia - Comocladia intermedia - Comocladia jamaicensis | - Comocladia loxensis - Comocladia macrophylla - Comocladia mollifolia - Comocladia mollissima - Comocladia palmeri - Comocladia parvifolia - Comocladia pilosa - Comocladia pinnatifida - Comocladia pinnatifolia - Comocladia platyphylla - goao de Cuba, guao de Cuba. - Comocladia propinqua - Comocladia pubescens - Comocladia repanda - Comocladia serrata - Comocladia tapaculo - Comocladia tomentosa - Comocladia tricuspidata - Comocladia troyensis - Comocladia undulata - Comocladia velutina |